# باشگاه فوتبال زوزدا ایرکوتسک
باشگاه فوتبال زوزدا ایرکوتسک (روسی: ФК Звезда Иркутск) یک باشگاه فوتبال در شهر ایرکوتسک روسیه بود. این باشگاه در لیگ دسته اول فوتبال روسیه بازی می‌کرد. این باشگاه در سال ۱۹۵۷ تأسیس شد و در سال ۲۰۰۸ منحل شد.